# 谢尔盖·叶赛宁纪念碑 (圣彼得堡)
59°56′40″N 30°22′09″E / 59.94444°N 30.36917°E
谢尔盖·叶赛宁纪念碑（俄语：Памятник Сергею Есенину）是一尊俄罗斯诗人谢尔盖·亚历山德罗维奇·叶赛宁的雕塑,位于俄罗斯圣彼得堡市中心的塔夫利花园，立于1995年10月3日。诗人的坐像用白色大理石建成，代表深思熟虑。作者阿尔伯特·查金。
雕像落成以后，曾多次受到破坏，不仅被粉刷过，还丢失了鼻子和手指。在2009年第四次受损后，决定使纪念碑变得不那么容易进入，不过尚未确定何时完工。